# سیارک ۱۴۹۲۴۳
سیارک ۱۴۹۲۴۳ (به انگلیسی: 149243 Dorothynorton، نامگذاری:2002RL239)۱۴۹۲۴۳مین سیارک کشف شده‌است که در ۱۴ سپتامبر ۲۰۰۲ کشف شد.